# Jorge Ayala de Riberolles
 (juin 2024).
Pour les articles homonymes, voir Ayala et Riberolles.
Jorge Ayala de Riberolles (Mexico, 1981) est un créateur de mode et designer pluridisciplinaire, reconnu pour avoir un style expérimental et conceptuel, à l'intérieur duquel il applique diverses méthodes d'architecture au dessin de ses vêtements, en les introduisant à l'échelle du corps humain.

## Études
Il fait ses études à l'École de Beaux-Arts de París (2001 - 2006) suivi d'un masters degree dans l' Architectural Association de Londres (2007 - 2008) où il est suivi par les architectes Prix Nobel Zaha Hadid et Rem Koolhaas.

## Parcours
Après son diplôme en 2011, il devient le fondateur et le directeur de l'AA Visiting School, siège parisien de l'Architectural Association qui est accueillie au sein du Musée des Arts Décoratifs (111 Rue de Rivoli). Deux années plus tard, il participe à l'ouverture des Fonds régionaux d'art contemporain (FRAC) à Orléans, avec son œuvre d'art contemporain Cabinet de curiosités post-digitales, durant l'exposition ArchiLab. C'est en 2015 qu'il fait son premier défilé de mode de façon virtuelle en collaboration avec Google Mexique.

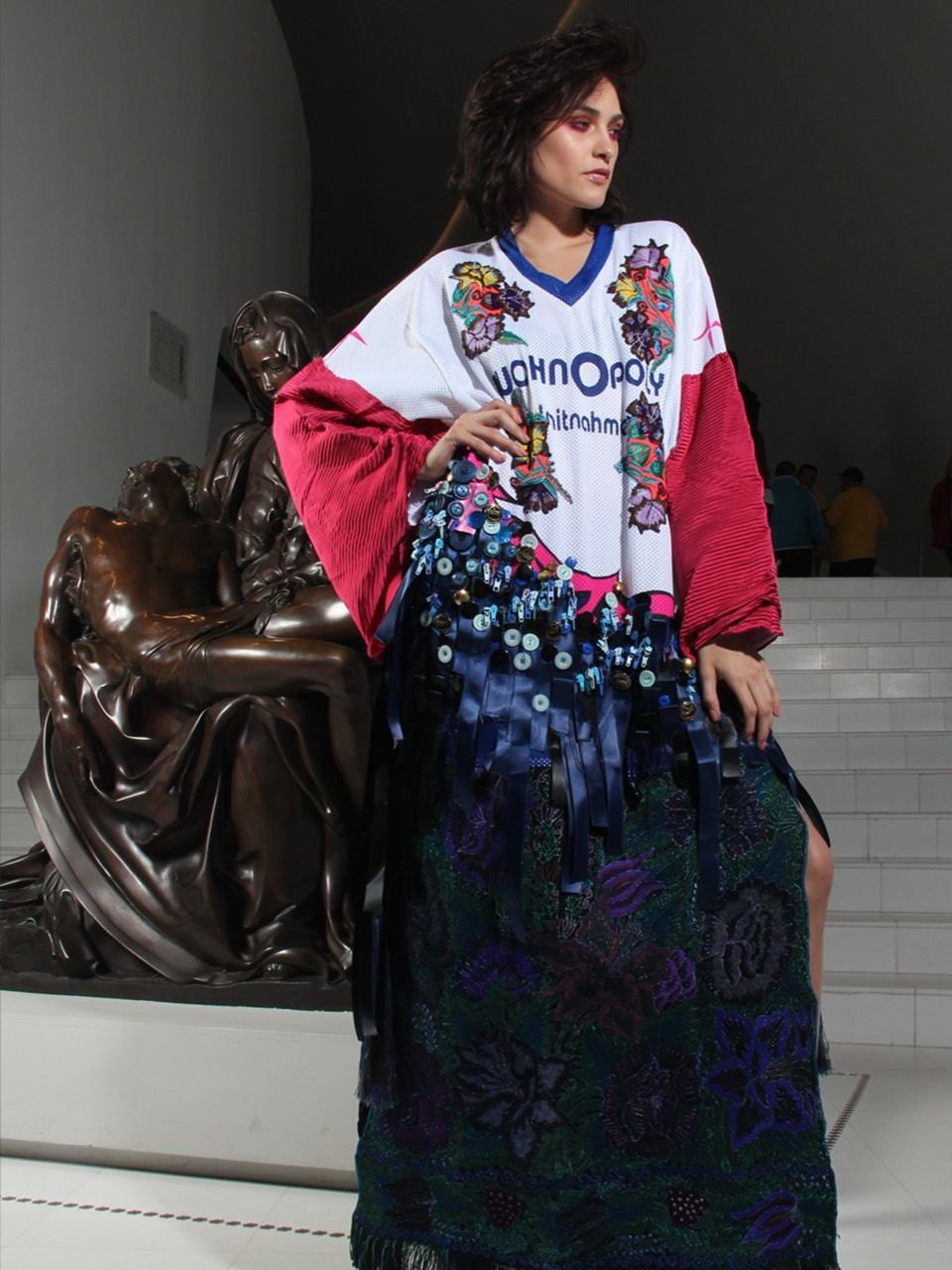
Silhouette, Collection Sacrée - Haute Culture, Musée Soumaya, Mexico

Il fait partie de l'édition 2016 au Mercedes Benz Fashion Week Mexique avec sa collection Corbeille de Fleurs, représentant diverses techniques et tactiques textiles. En octobre de la même année, il crée la collection Sacrée - Haute Culture, en hommage à ses différentes cultures, le défilé aura lieu dans le Musée Soumaya. Parmi ces collections suivantes, il a réalisé la collection Mexique en el Berlin Fashion Week. C'est en 2022 qu'il devient le créateur de contenu mode pour la plateforme digitale Pop Vision Media située à Miami, et en Octobre de la même année, il présente la collection Cosmos, qui puise son inspiration dans une mode futuriste. Elle a lieu au Live Aqua Hotel de México.

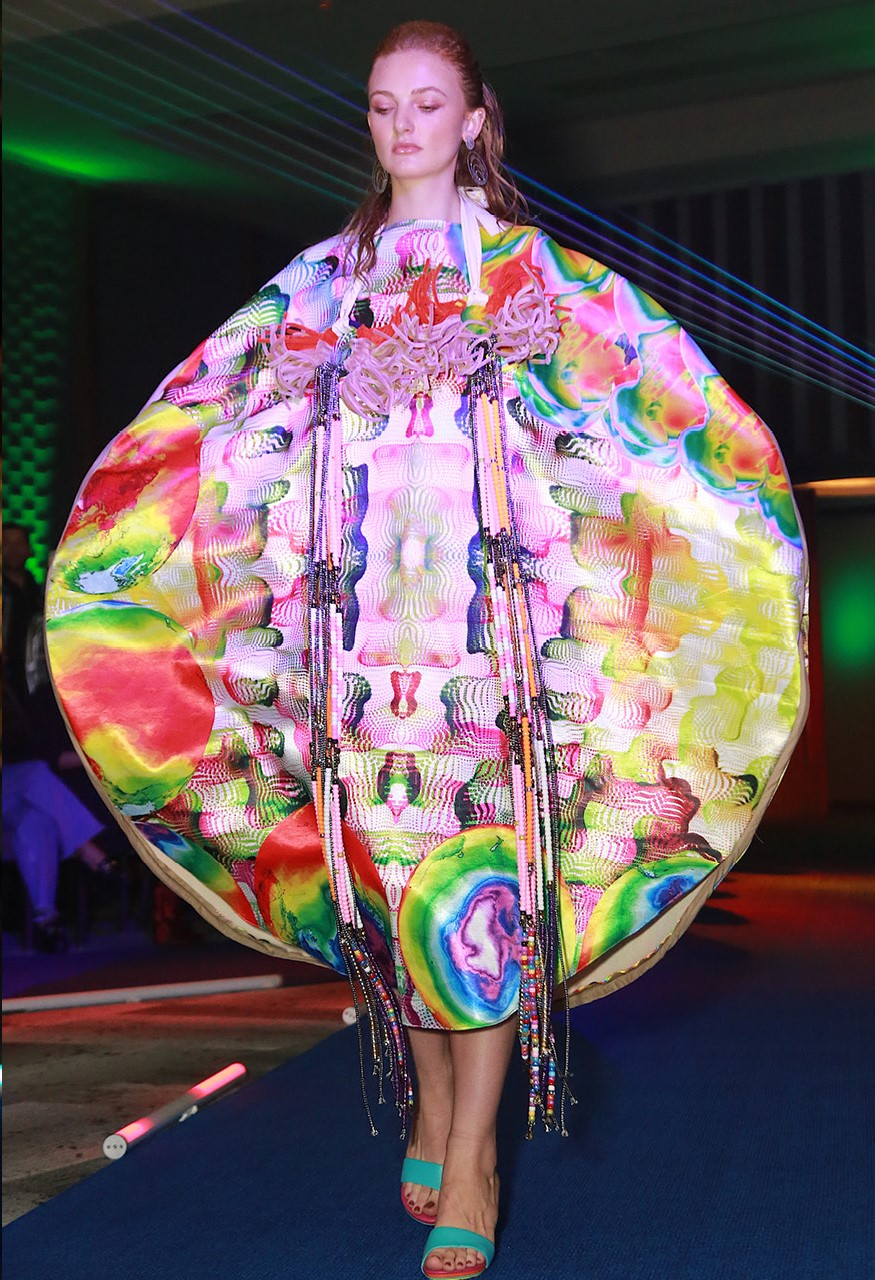
Silhouette, Collection Cosmos, Live Aqua Hotel, Mexico

En 2023, il organise avec le patronat du Musée des Arts Populaires l'hommage posthume à Marie-Thérèse Arango, fondatrice du musée, avec la collection Renaître, constituée de 32 panoplies complètes,, où il fait fusionner l'art populaire mexicain avec ses créations, ayant comme inspiration chacun de 32 états du Mexique, le défilé aura lieu au Musée des Arts Populaires MAP à México avec l'intention de réunir des fonds pour les millions d'artisans du Mexique. La même année pour la plateforme Futur Fashion, il dessine la collection FuturScapes (Paysages Futurs), avec comme constante sa vision numérique et futuriste de la mode.

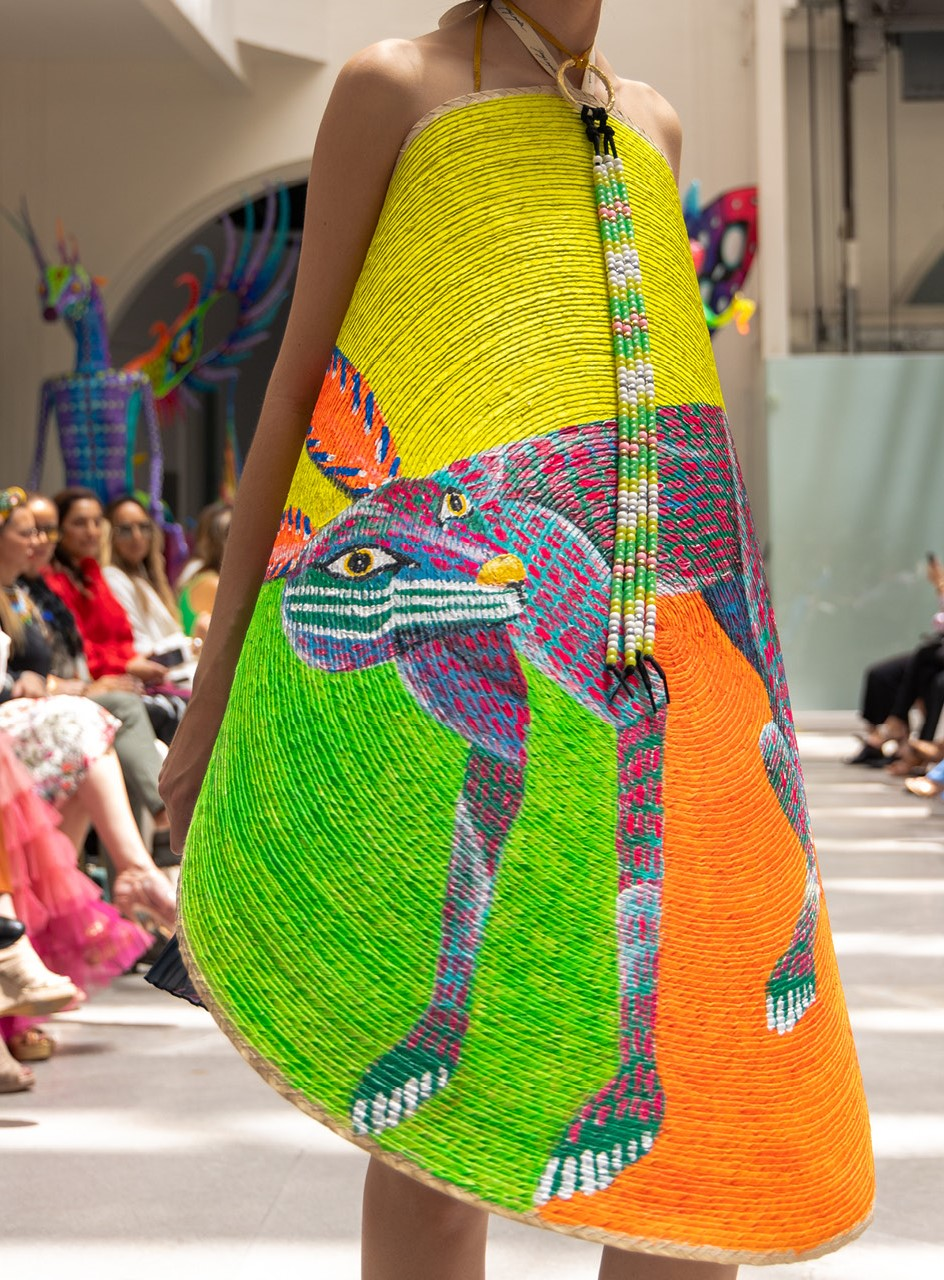
Silhouette, Collection Renaître, Hommage aux Arts Populaires Mexicaines, Musée des Arts Populaires, Mexico

Il est ainsi cofondateur et directeur créatif du Futur Fashion México, directeur d'United Nude Mexico et Amérique Latine y le créateur art et exécutif de la marque Jorge Ayala Paris, laquelle réunit diverses disciplines comme le dessin, la mode et l'architecture.

## Collaborations
Il collabore avec de marques comme Louis Vuitton, Franck Provost, Buddha Bar, Swarovski, United Nude, Berlin Fashion Week, Hermès et Levi's.